# Antennuloniscus amatus
Antennuloniscus amatus là một loài chân đều trong họ Haploniscidae. Loài này được Brökeland miêu tả khoa học năm 2006.